# Histoire du terme Acadie
L'histoire du terme Acadie et de ses dérivés commence en 1524 lorsque Giovanni da Verrazano l'utilise pour la première fois. Ce nom serait soit d'origine malécite-passamaquoddy, micmaque ou grecque.

## Histoire

### Théorie de l'origine grecque
Le nom « Acadie » aurait été utilisé pour la première fois sous la forme « Arcadie » en 1524 par l'explorateur italien Giovanni da Verrazano, au service de François Ier de France.
Selon L'Encyclopédie canadienne, ce toponyme désignait la péninsule de Delmarva, près de Washington, aux États-Unis, alors que selon Samuel Arsenault il désignait la Virginie ou la Caroline du Nord. Quoiqu'elle comprenne le toponyme cap Breton, l'Acadie ne figure pas sur la carte qu'en a fait son frère en 1529 mais bien dans le rapport de 1524 destiné au roi de France, où Verazanno mentionne qu'il nomma ces régions « Arcadie, vu la beauté de leurs arbres ». Selon Jean Daigle, ces arbres rappelait à l'explorateur l'Arcadie, une région grecque représentant un lieu idyllique pour les poètes. Il est possible qu'il ait été inspiré plus précisément par le poème L'Arcadie, de l'auteur italien Jacopo Sannazaro, publié en 1504 et décrivant en fait la région de Naples.

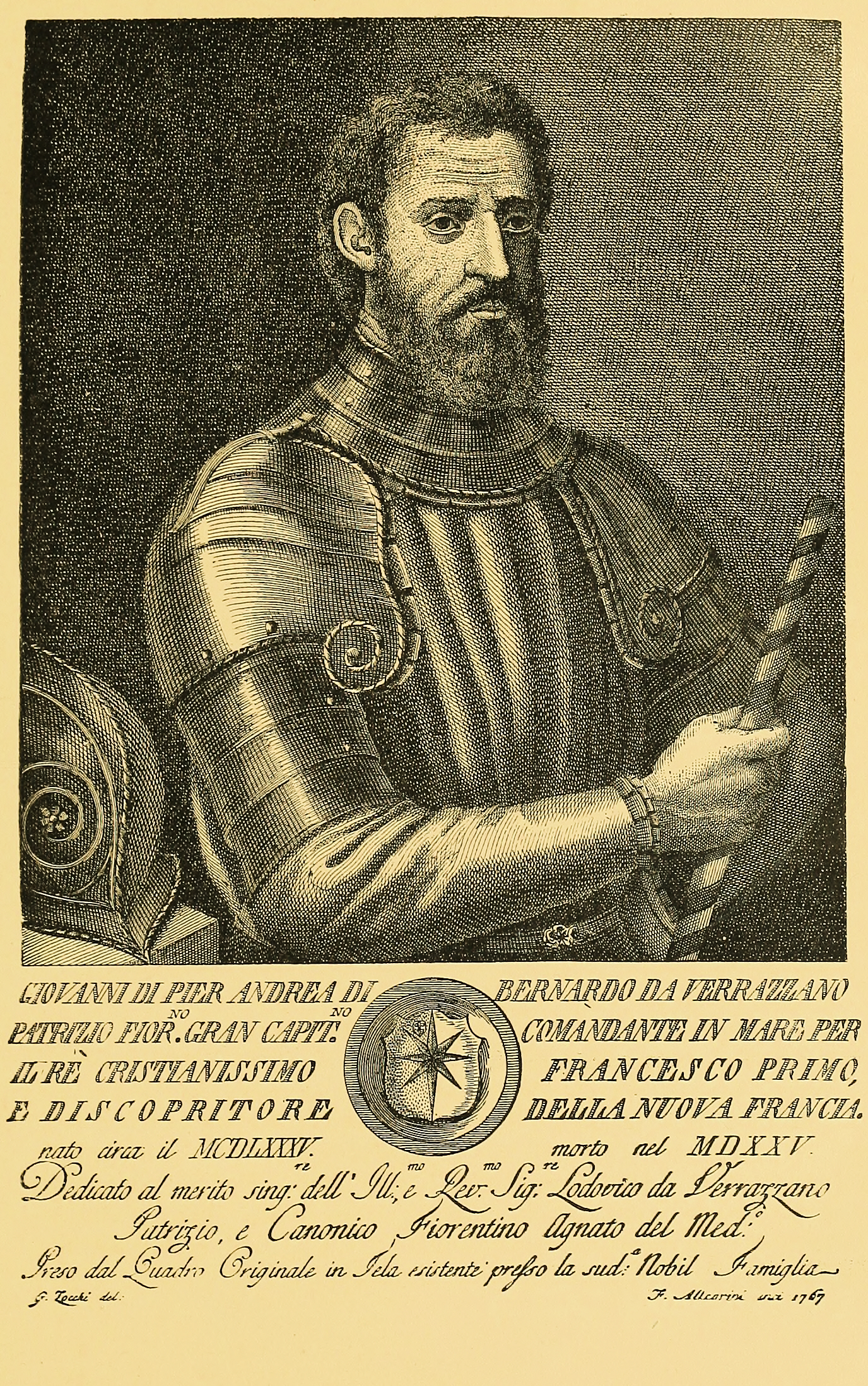
Portrait de Giovanni da Verrazano.
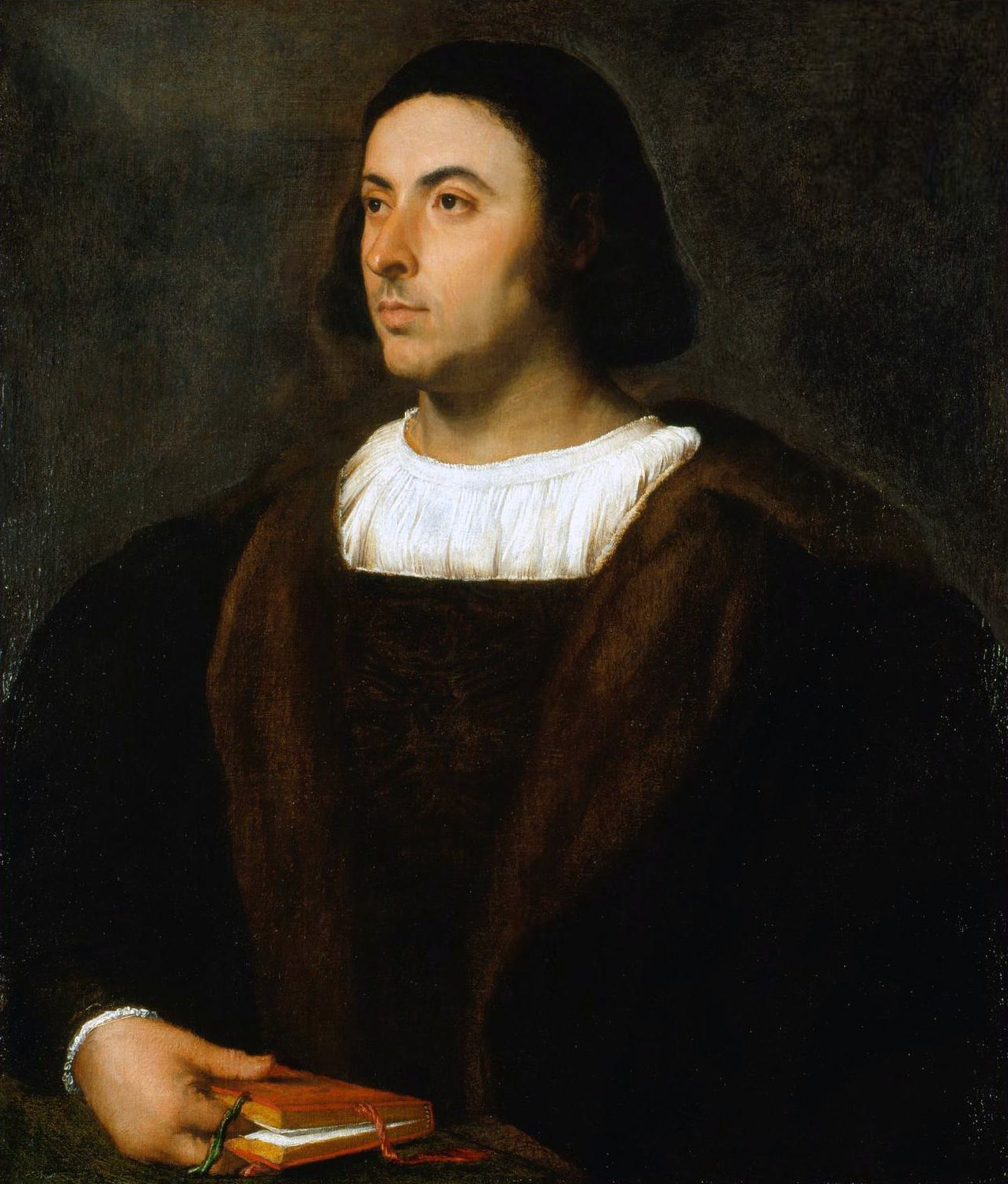
Portrait de Jacopo Sannazaro d'après le Titien.
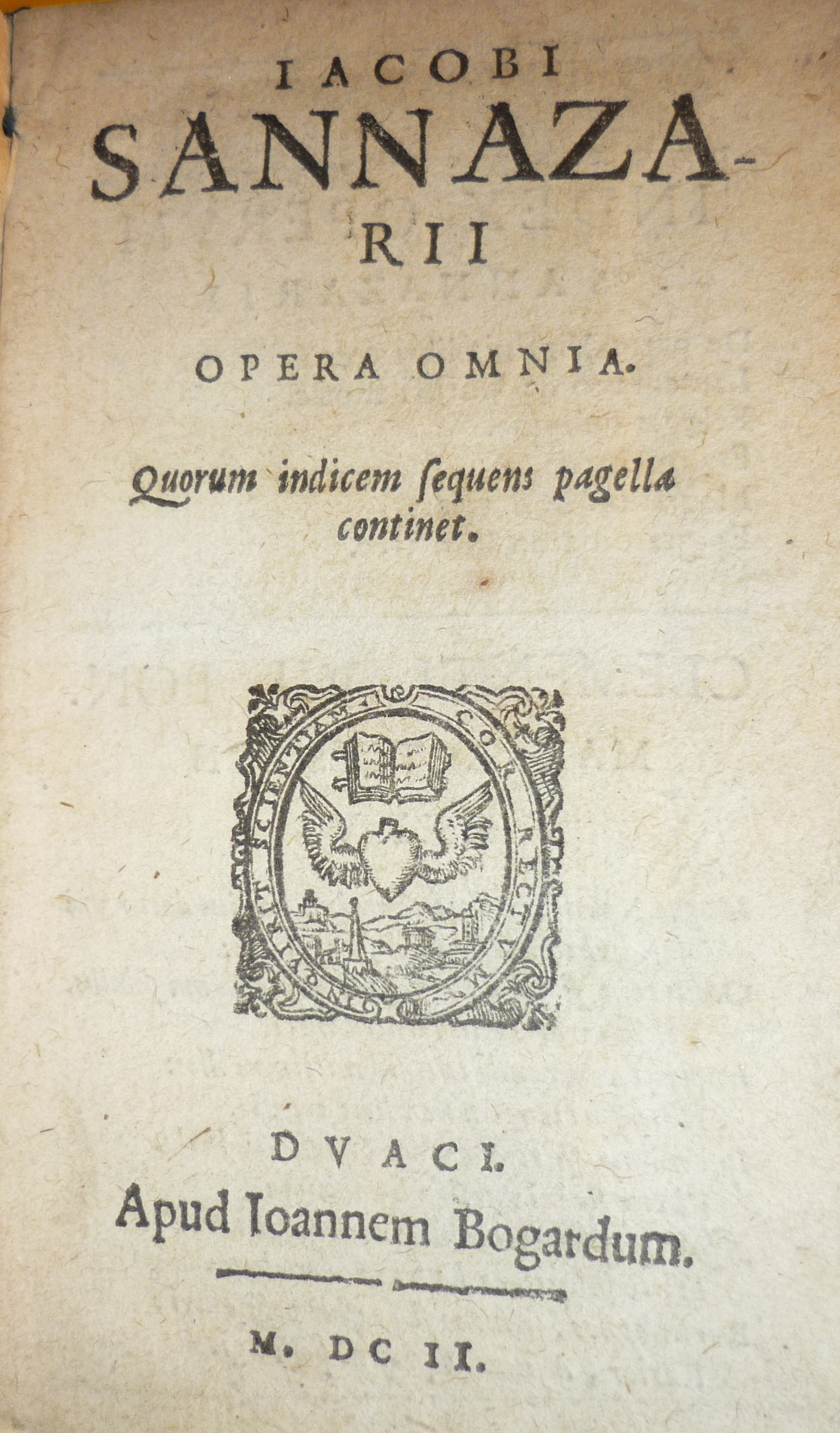
Opera Omnia (œuvres complètes) de Jacopo Sannazaro.
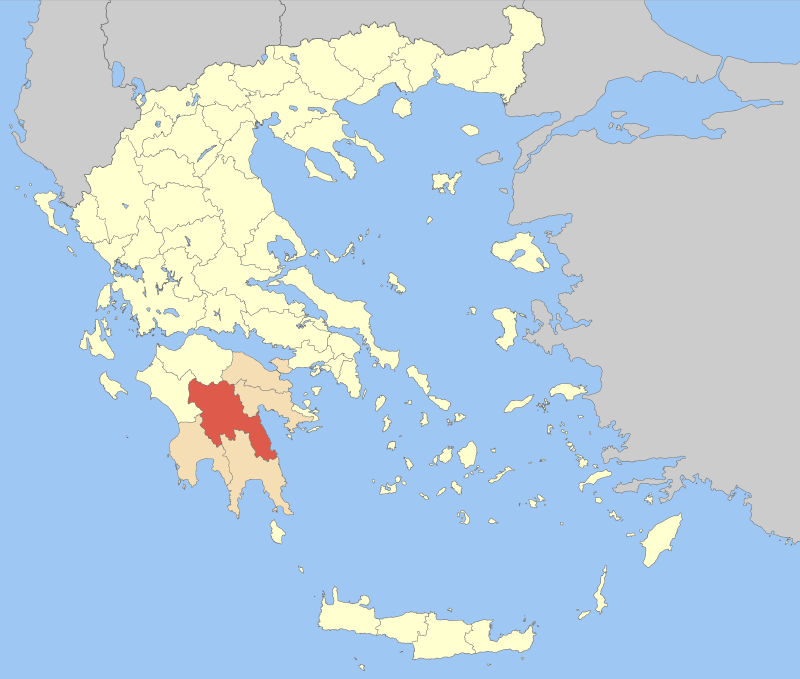
L'Arcadie, en Grèce.
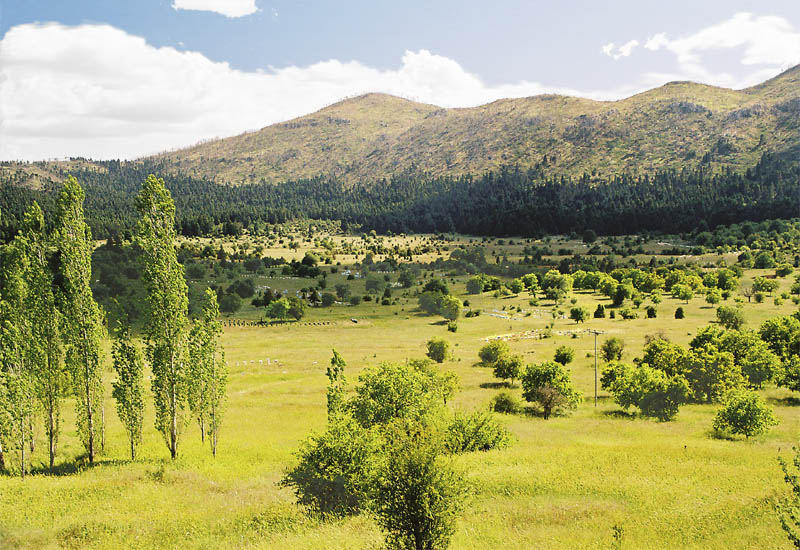
Paysage de l'Arcadie grecque.

### Théorie de l'origine autochtone
Certains historiens doutent que le choix de Verazanno ait un lien avec l'usage actuel. En effet, le nom Acadie pourrait venir du micmac -akadie, qui veut dire « terre fertile » et se retrouve dans les toponymes Shunacadie et Shubenacadie, ou moins probablement d'algatig, un mot de la même langue signifiant « lieu de campement » ou encore de quoddy, un mot malécite-passamaquoddy voulant dire « endroit fertile ». Plusieurs lieux du Nouveau-Brunswick et de la Nouvelle-Écosse ont d'ailleurs une consonance semblable. Bona Arsenault note toutefois que Verazzano ne débarque que trois jours sur le continent, ce qui permet de douter de l'origine micmacque ou malécite du toponyme.

### De l'Arcadie à l'Acadie
L'emplacement et les contours de l'Acadie sont connus avec de plus en plus de précision au fil des explorations ; on situe entre autres la baie de Fundy et le golfe du Saint-Laurent. Une carte de 1556 identifie toutefois une terre de Norembergue (Norumbega), à l'emplacement actuel des provinces maritimes canadiennes.

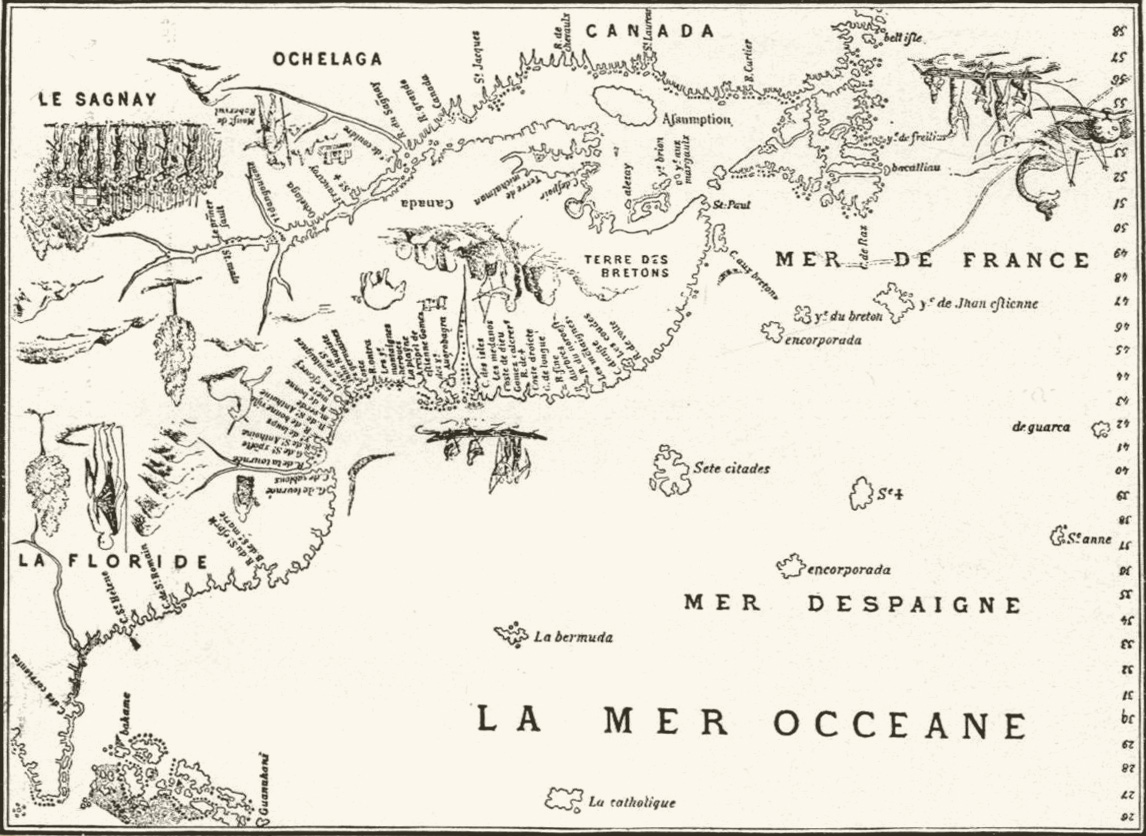
La carte de Dauphin de 1543, illustrant une terre des Bretons.
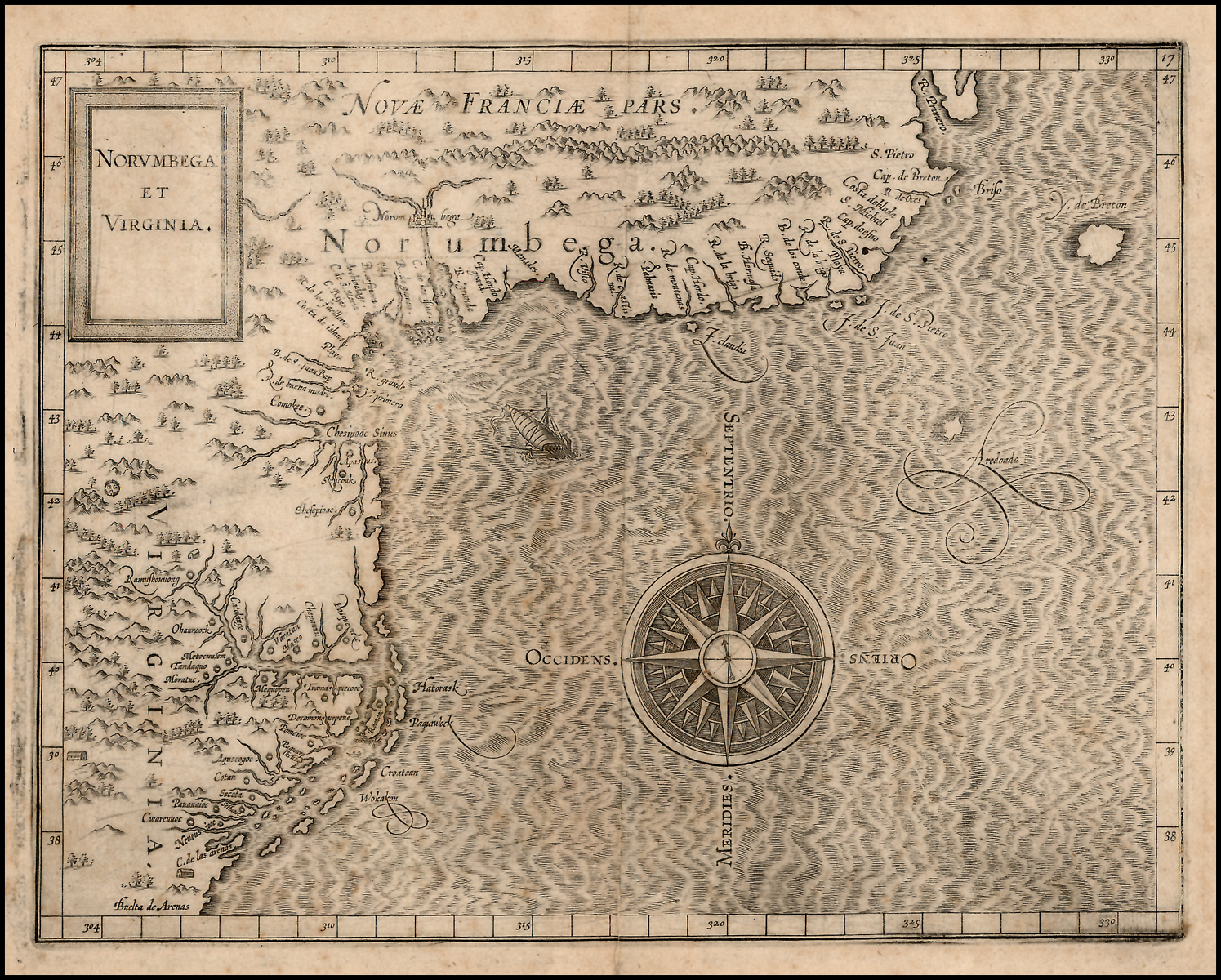
Carte de Norembergue et de la Virginie, par Cornelius van Wytfliet (entre 1597 et 1607).
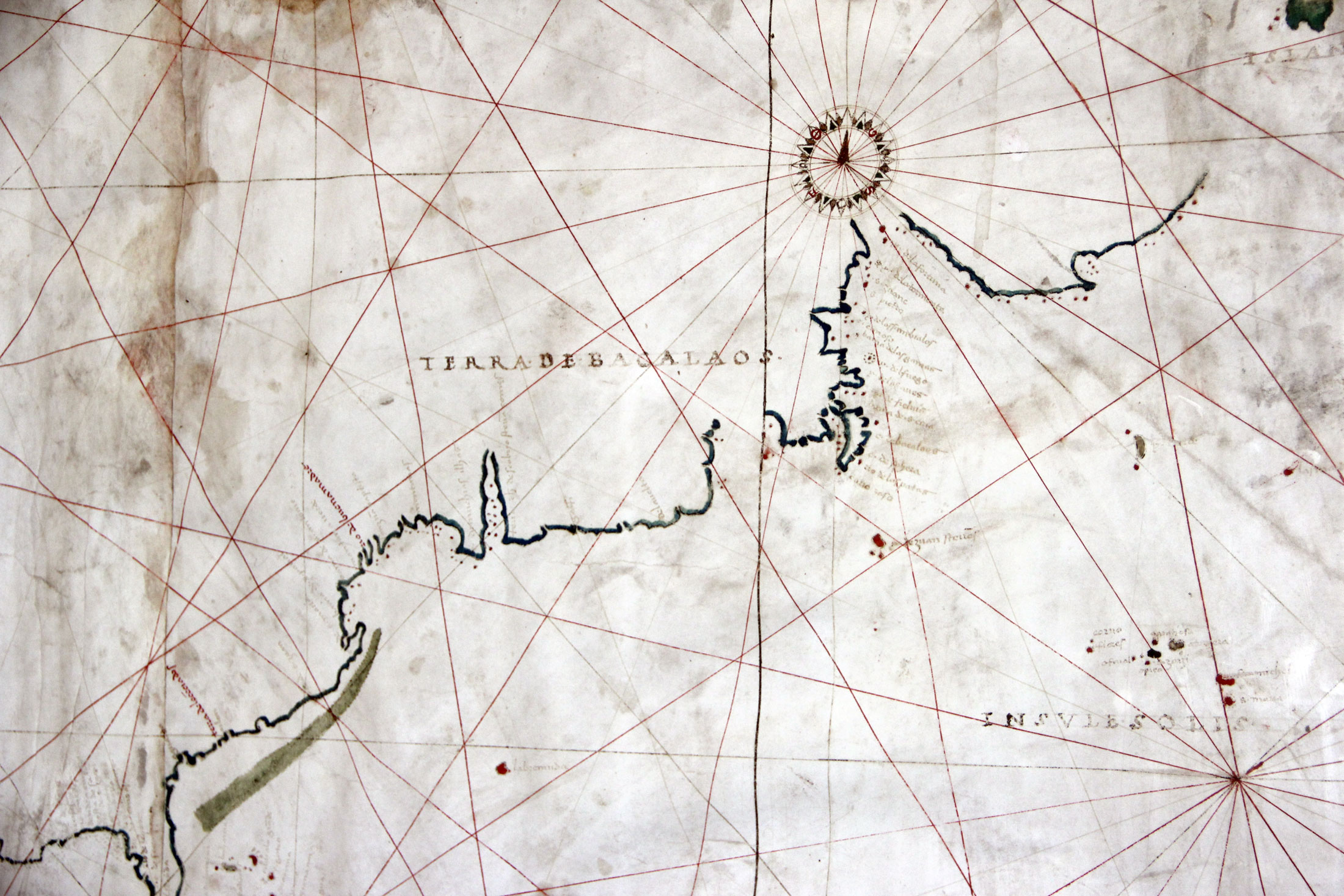
Carte anonyme de la terre de Bacalaos, datant de 1530.

En 1566, le Vénitien Bolognino Zaltieri est le premier à identifier l'Acadie sur une carte, qui est en fait une version modifiée de celle de Paolo Forlani publiée l'année précédente. Selon Samuel Arsenault, « Larcadia » y est située aux environs de l'actuel New Jersey, avec un fleuve qui serait l'Hudson et un Lago (lac) qui correspondrait au lac George. Le toponyme se transforme ensuite en « Coste de Cadie » sous la plume du géographe Guillaume Levasseur en 1601, et est située encore plus au nord, à cheval entre le Nouveau-Brunswick et le Maine actuels.
L'Acadie est fondée officiellement en 1604 à l'île Sainte-Croix. La carte qu'en fait Marc Lescarbot en 1612 ne mentionne toutefois pas ce nom. Elle identifie pourtant des lieux comme le fleuve Norembergue, le Canada, la Gaspésie ainsi que les terres des Etchemins et des Souriquois. Les deux cartes les plus connues de Samuel de Champlain, en 1612 et en 1632, ne mentionnent pas non plus le toponyme. Champlain semble en fait préférer lui aussi le toponyme « Souriquois ». Une « Acadye » est toutefois présente sur une autre carte de 1613. L'Acadie est conquise par l'Écosse en 1621. Une carte de 1625 élimine les toponymes français: l'Acadie devient la Nouvelle-Écosse (New Scotland), la terre des Souriquois devient la province de Calédonie (Caledonia) et le nord de la colonie devient la province d'Alexandria. L'île Saint-Jean est identifiée pour la première fois sur une carte en 1632. Plusieurs nouvelles cartes, reprenant les toponymes français, sont publiées au cours des années 1660, dont celles de Pierre du Val de 1664 à 1677, où il mentionne une « Accadie », et celle de Johannes Blaeu de 1662, où l'on retrouve une « Acadie ». Selon Nicolas Landry et Nicole Lang, la lettre « r » dans « Arcadie » aurait disparu à la suite des relations grandissantes avec les Micmacs.

Carte de Samuel de Champlain de 1612.

En 1703, Guillaume Delisle publie une carte où l'Acadie est identifiée comme un territoire entourant la baie française, jusqu'au fleuve Penobscot, et séparée entre les terres des Etchemins et des Souriquois. La colonie est délimitée au nord par la Gaspésie, comprenant aussi le nord et l'est de l'actuel Nouveau-Brunswick. En fait, la Gaspésie correspond à l'ancienne seigneurie de Nicolas Denys. La carte d'Henri Chatelain de 1719 reprend les mêmes frontières.

### Acadie auXVIIIesiècle

#### Usages officiels
La définition de l'Acadie cause un problème depuis 1713, lorsque la France céda une partie de l'Acadie à la Grande-Bretagne. La France, probablement pour limiter l'ampleur de cette perte, commença à n'utiliser le nom Acadie pour désigner que l'Acadie péninsulaire, et non l'Acadie continentale, toujours sous son contrôle. La Grande-Bretagne considérait que l'Acadie n'existait plus à partir de 1713 et utilisait plusieurs noms pour décrire la partie de l'Acadie appartenant toujours à la France. La France cessa finalement d'utiliser le nom Acadie lorsqu'elle céda la partie restante de son territoire à la Grande-Bretagne en 1763.

#### Cadie et Petite Cadie
Au Québec, le mot « Cadie » ou « Petite Cadie » désigne une ville ou une région où vivent les Acadiens. Il est vraisemblablement dérivé du mot « Acadie » ; bien que son usage soit très ancien, il a été popularisé par des historiens, comme Raymond Casgrain, Antoine Bernard, Robert Rumilly, Napoléon Bourassa et Eugène Achard. Le mot « Cadie » est aussi un autre nom donné à l'Acadiane, une région de Louisiane.

### Acadie auXXesiècle

#### Selon Adrien Bérubé

Pourcentage de la population de chaque paroisse de Louisiane où le français ou le français cadien sont parlés en 2015 :
15 à 20 %
10 à 15 %
4 à 10 %
moins de 4 %

Pays du monde comprenant des communautés de l'Acadie généalogique.

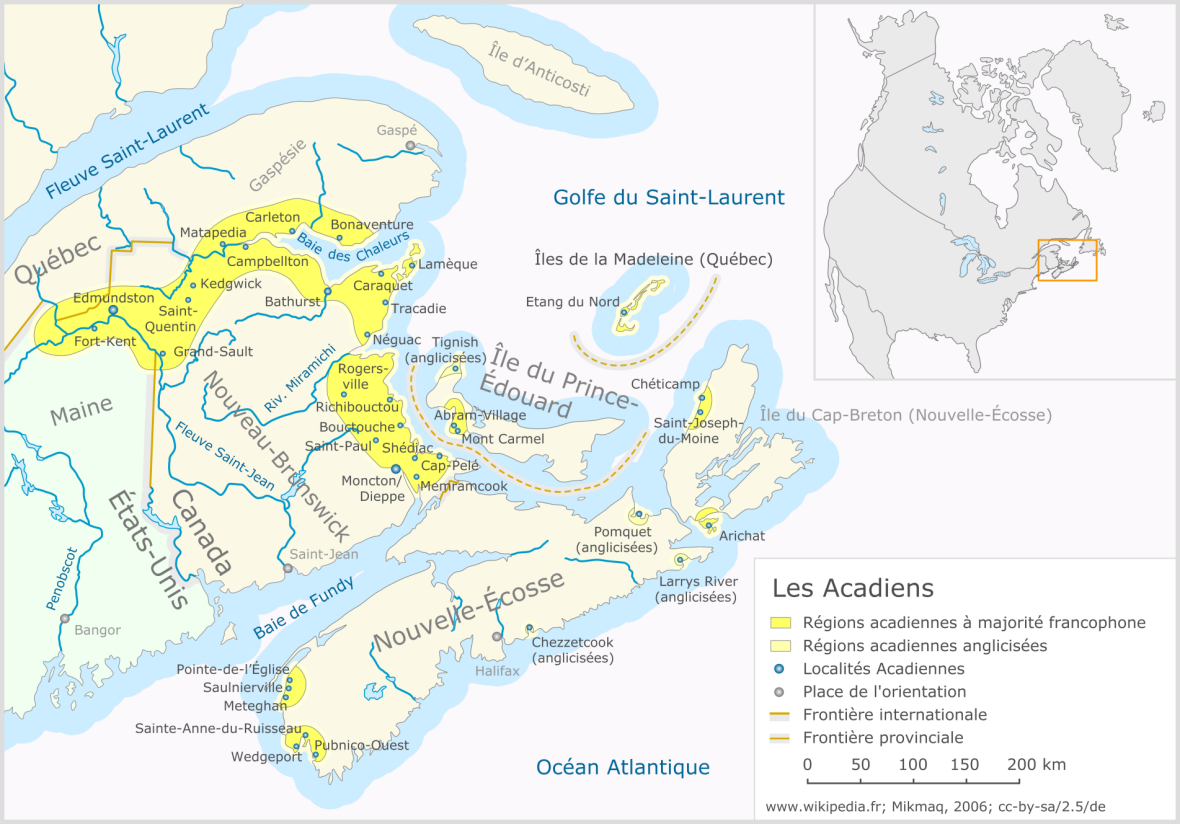
L'Acadie des Maritimes et les régions acadiennes limitrophes (Gaspésie, îles de la Madeleine et Maine).

Les quatre définitions de l’Acadie les plus couramment acceptées[réf. nécessaire] furent proposées en 1979 par le géographe Adrien Bérubé, en abordant l’Acadie selon les quatre points de vue suivant : l’Histoire, la généalogie, la linguistique et la politique. La première définition est l’Acadie historique. Ce territoire comprenait les rives de la baie de Fundy ou, dans une définition plus vaste, tout le littoral compris entre le fleuve Sainte-Croix à l’ouest et la baie des Chaleurs au nord, incluant les îles du sud du golfe du Saint-Laurent, soit un territoire correspondant aux provinces Maritimes et à l’est du Maine et à la Gaspésie. La deuxième est l’Acadie généalogique, aussi appelée Acadie de la diaspora, qui comprend les régions ayant accueilli les familles acadiennes au moment de la déportation des Acadiens, soit les provinces de l'Atlantique, le Québec, Saint-Pierre-et-Miquelon, la Nouvelle-Angleterre, la Louisiane, les Antilles, la Guyane française, les îles Malouines et la France.
La troisième est l’Acadie fonctionnelle ou opérationnelle, qui inclut uniquement les provinces Maritimes du Canada. Pour cette raison, elle est couramment appelée Acadie des Maritimes, mais l’expression Acadie de l’Atlantique circule, fruit des efforts de reconnaissance de la communauté acadienne de Terre-Neuve-et-Labrador[réf. nécessaire]. Cette définition se base sur l'usage du français et a donc l’avantage de permettre une étude plus « scientifique », en se basant par exemple sur le recensement de Statistique Canada.
La quatrième est l’Acadie prospective, qui englobe tous les comtés et paroisses francophones du Nouveau-Brunswick, soit le territoire revendiqué durant les années 1970 pour la formation d’une province acadienne par le Parti acadien. C'est ce territoire qui est parfois appelé la Nouvelle-Acadie.

#### Autres définitions
Plusieurs géographes ont tenté de donner une définition de l'Acadie en suivant quatre méthodes différentes. Certains, comme Allan Rayburn, tentent de se fier aux limites historiques de l'Acadie. D'autres, comme R.A. Leblanc, se basent sur la répartition des Acadiens après la Déportation. C. Williams tente de faire une « carte mentale », le territoire que les gens perçoivent comme étant l'Acadie. Il en vient à la conclusion que les anglophones des territoires touchés définissent généralement l'Acadie selon des critères historiques, mais les francophones ont une perception de l'Acadie s'approchant plus de la répartition de la langue française. J.-C. Vernex note plutôt une grande diversité de perceptions, parfois même dans des villes voisines. Adrien Bérubé a tenté de déterminer les limites de l'Acadie en comparant 46 comtés de l'est du Canada aux moyens de 48 critères socio-économiques. Il en est venu à la conclusion que 8 comtés des Provinces maritimes s'approchent plus à l'est du Québec qu'au reste des Maritimes, tout en ajoutant que cela démontre l'homogénéité des comtés dit acadiens.
En 1994, à la suite de nombreuses entrevues effectuées aux quatre coins des Maritimes, Cécyle Trépanier en est venue a une conclusion différente de celle de Bérubé en reprenant ses quatre définitions de l'Acadie et en ajoutant trois autres. L'Acadie généalogique ne serait ainsi pas liée aux seuls descendants des survivants du Grand Dérangement et n'aurait pas vraiment de rapport avec un territoire. L'Acadie opérationnelle serait plutôt l'« Acadie officieuse », 49 % des répondants considérant que l'Acadie regroupe quelques rares secteurs des Maritimes, où les gens parlent français ou non. L'Acadie prospective serait perdue, peu de gens s'intéressant au départ à l'indépendance. Des trois autres définitions apportées par l'auteur, la première est l'« Acadie sentie et vécue », 45 % des Acadiens des Maritimes considérant l'Acadie non selon l'endroit où l'on vit, la généalogie ou l'histoire, mais par sa manière de vivre et ses sentiments envers son identité et son « pays ». La deuxième est l'« Acadie déconcertante », 5 % des gens, selon l'auteur, ne pouvant tout simplement pas donner une définition de l'Acadie. Finalement, l'« Acadie folklorique » serait un mirage que l'on vend aux touristes dont le lieu le plus symbolique est le Village historique acadien, un village reconstituant la vie des Acadiens de 1770 à 1939, situé près de Caraquet.
Selon un autre article de Cécyle Trépanier publié en 1996, l'Acadie des Maritimes est un mythe, et il y aurait en fait six Acadies : l'« Acadie torturée » du Cap-Breton, appelée ainsi puisque ses habitants ont été réduits au servage pendant plus d'un siècle, ont eu de la difficulté à avoir des services en français et sont toujours peu présents en politique; l'« Acadie silencieuse » de l'ouest de la Nouvelle-Écosse, où les habitants font peu d'efforts pour développer leur économie et protéger leur culture à cause d'un sentiment d'infériorité selon l'auteur; l'« Acadie solidaire », autrement dit la Région Évangéline où, malgré leur statut minoritaire, les Acadiens ont su réduire l'effet de l'anglicisation, développer la coopération et promouvoir leur culture; l'« Acadie frileuse » du sud-est du Nouveau-Brunswick, où la population est peu politisée et peu consciente de son histoire alors que le français est peu présent; l'« Acadie prétentieuse » est la péninsule acadienne, où les Acadiens sont généralement très fiers de leur culture, de leur histoire et de leur langue, ce qui les fait souvent comparer aux Québécois; finalement, l'« Acadie brayonne » du Madawaska est appelée ainsi à cause du sentiment de différence de sa population et de son attachement à la région.
On parle aussi d’Acadie du Nord pour les secteurs au Canada et en Nouvelle-Angleterre, mais l’Acadie du Sud fait référence à l’Acadiane[réf. nécessaire]. L'Acadie des terres et des forêts est le nom donné aux régions acadiennes éloignées de la mer et comprend la région des Hauts-Plateaux, dans le comté de Restigouche, ainsi que le Madawaska, une région englobant le nord du comté d'Aroostook, aux États-Unis, et les comtés de Madawaska et de Victoria, au Canada.

#### Usage du nom Acadie
Selon le géographe Adrien Bérudé, il existe quatre visions de l'Acadie liées à quatre idéologies: l'Acadie historique, l'Acadie généalogique, l'Acadie opérationnelle (constituée des localités francophones des provinces de l'Atlantique) et l'Acadie prospective, comprenant uniquement celles du Nouveau-Brunswick. Selon lui, l'usage ou non de mots dérivés d'Acadie ou d'Acadien, comme substantif ou épithète, au singulier ou au pluriel, au masculin ou au féminin, avec ou sans qualificatif, en français, en anglais ou même en latin, comme gentilé, toponyme, marque de commerce ou raison sociale est presque toujours lié aux quatre idéologies.
L'Université de Moncton a toujours refusé de s'appeler Université d'Acadie. Le renommage du Conseil économique acadien en Conseil économique du Nouveau-Brunswick au cours des années 1980 a également fait l'objet d'une vive controverse. Le Matin du Nouveau-Brunswick, un journal fondé à la suite de la fermeture de L'Évangéline, a dû changer son nom en Le Matin en reprenant l'idéologie opérationnelle, selon Adrien Bérubé. Selon lui, le nom de L'Acadie nouvelle serait plutôt lié à l'idéologie de l'Acadie prospective.
L'usage dans le nom d'une rue est souvent lié à l'idéologie historique, que ce soit aux États-Unis ou en France, et souvent à l'initiative d'un érudit local. Il existe par contre un boulevard des Acadiens à Trois-Rivières, au Québec, qui fait référence à la généalogie acadienne de la région. Au Nouveau-Brunswick, l'aspect politique du nom est souvent évident, mais les toponymes sont souvent bilingues dans le sud-est.
Le nom « Acadia » est très populaire chez les anglophones, une attitude liée à l'idéologie historique qui a donné des noms comme l'Université Acadia et le parc national d'Acadia. Le nom est également apprécié pour son exotisme commercial, notamment dans le cas de l'Acadian et d'Acadian Lines. De nombreuses entreprises portent également le nom Acadian ou Acadia, un exemple souvent cité pour son ironie étant Extermination Acadian Pest Control. En Acadie généalogique, l'usage n'est pas toujours en français. Il y a notamment un Acadian Festival à Madawaska, au Maine.
En Acadie généalogique, l'usage du mot « Acadie » ou de ses dérivés fait souvent référence non à l'ensemble mais au lieu. Il y a ainsi une trentaine de « Petites Cadies » au Québec, et certains lieux portent le nom « Acadie ». L'une des raisons expliquant la multiplication des Acadie est le fait que les Acadiens sont répartis entre plusieurs territoires et qu'ils doivent donc s'organiser selon ces juridictions. En 1980, une conférence organisée à l'Université Sainte-Anne porta le nom de Rencontre jeunesse des trois Acadies.
L'usage du nom « Acadie » et de ses dérivés par l'idéologie opérationnelle ou prospective est plus difficile à discerner, mais il est davantage optionnel dans le premier et considéré comme très important dans le second.

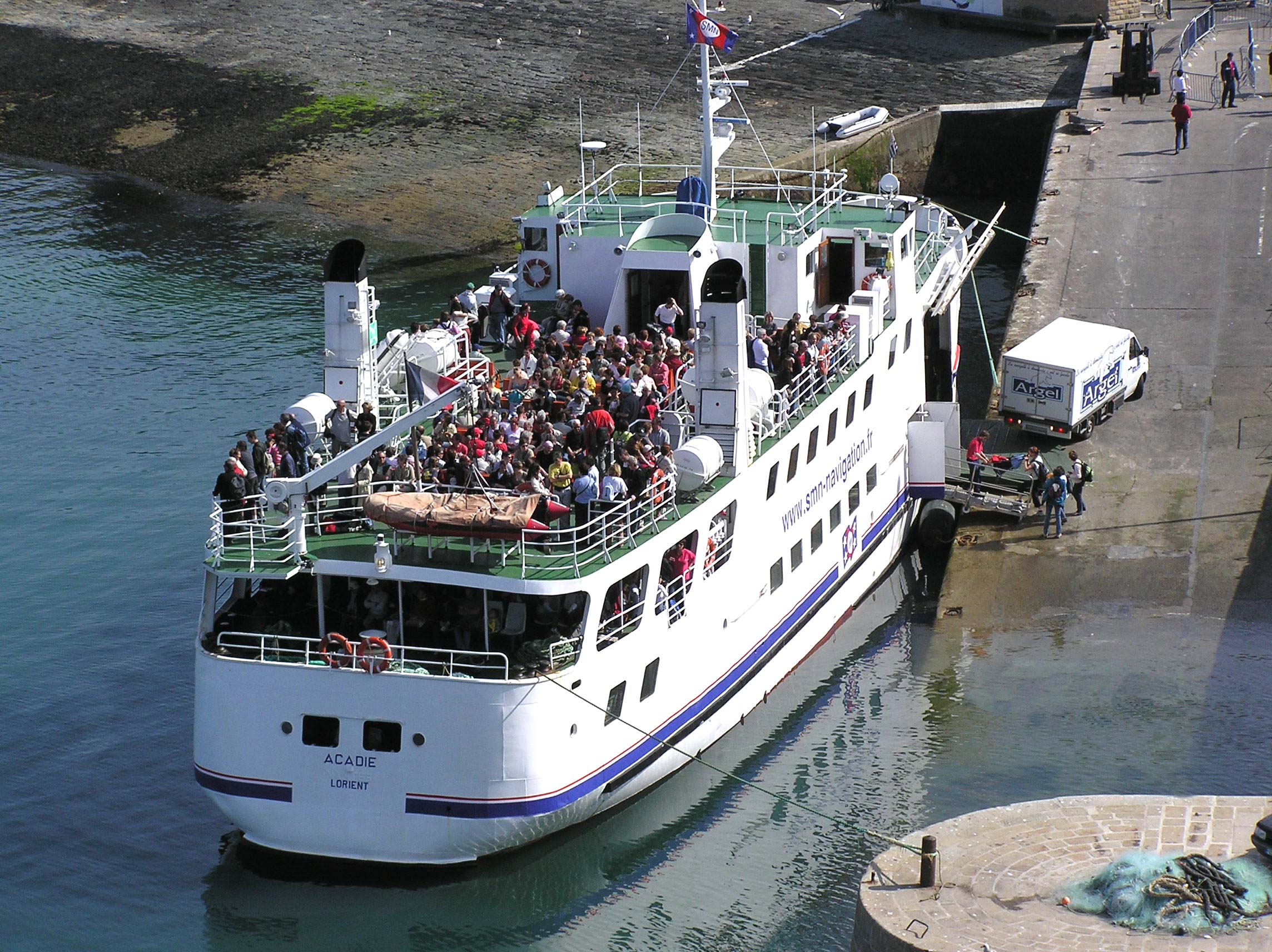
Le traversier Acadie à Belle-Île-en-Mer, en France.
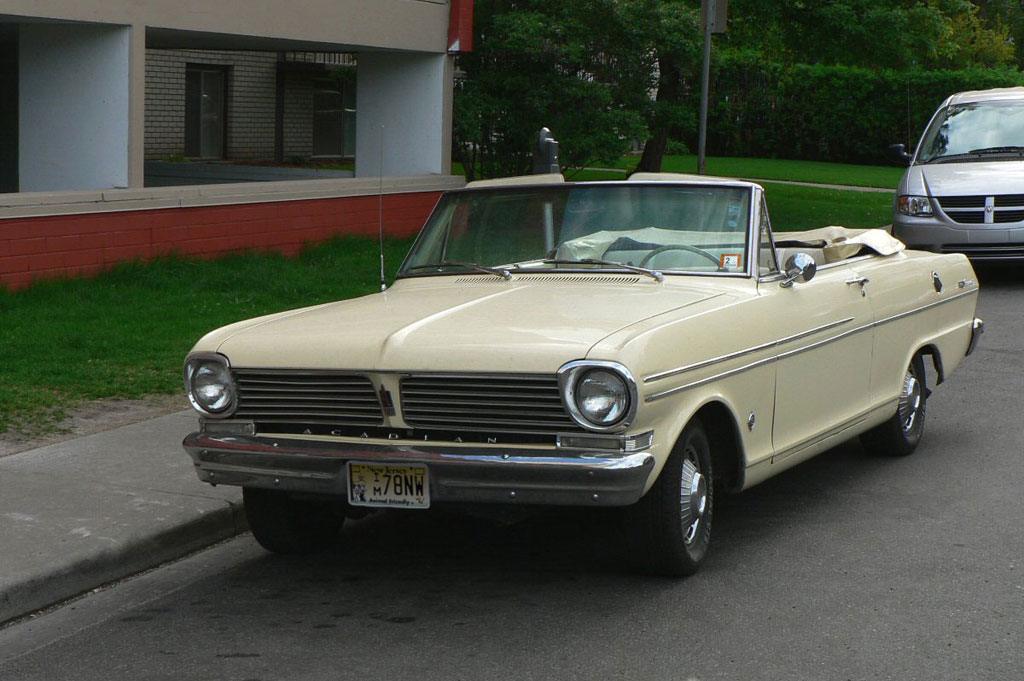
Une Pontiac Acadian
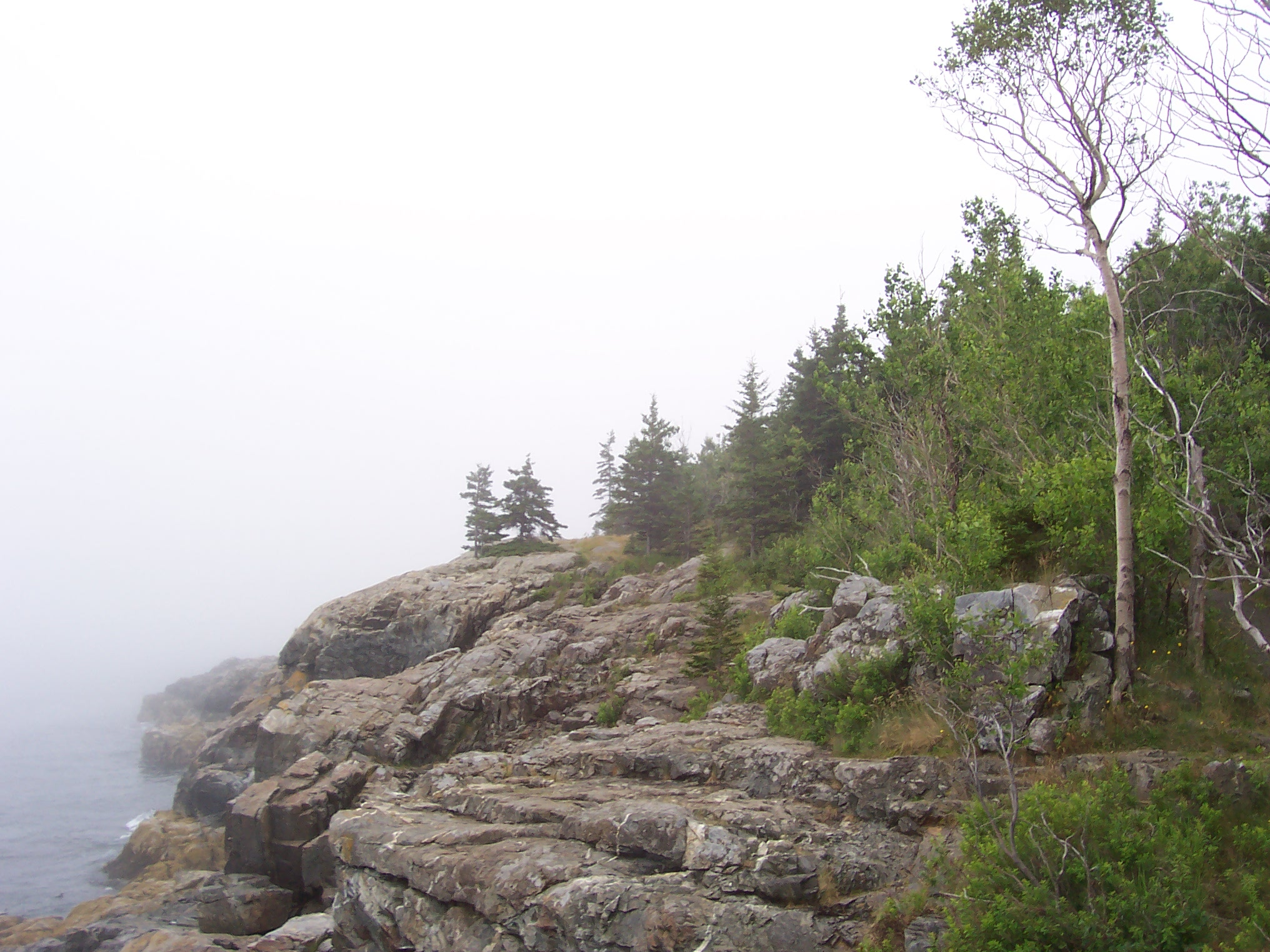
Le parc national d'Acadia